# Pardosa lahorensis
Pardosa lahorensis este o specie de păianjeni din genul Pardosa, familia Lycosidae, descrisă de Dyal, 1935.
Este endemică în Pakistan. Conform Catalogue of Life specia Pardosa lahorensis nu are subspecii cunoscute.